# Simbol-X
Simbol-X era un progetto per una missione spaziale organizzata dall'Agenzia Spaziale Italiana e dal CNES francese, finalizzata alla messa in orbita di un telescopio spaziale a raggi X.
Il range energetico di funzionamento del telescopio era compreso tra 0,5 e 80 KeV.
Simbol-X avrebbe costituito il primo esemplare di telescopio spaziale in formazione di volo: in pratica, le funzioni di focalizzazione e fotorivelazione sarebbero state svolte da due satelliti diversi, tenuti allineati e a distanza costante da un sistema di controllo.
La scelta di questa soluzione era dettata dal fatto che le particelle X (e gamma di bassa energia) possono essere riflesse, anziché assorbite, dalle superfici metalliche solo se l'angolo di incidenza è molto piccolo. La distanza focale è quindi lunga, dell'ordine delle diverse decine di metri: non è possibile inviare in orbita un oggetto di tali dimensioni, e l'unica soluzione per realizzare un telescopio spaziale che lavori a tali energie senza ricorrere al metodo delle maschere codificate è quello di "spezzare" il telescopio su due satelliti di dimensioni normali.
Il lancio era previsto nell'anno 2014.
Nel mese di marzo 2009 il CNES ha annunciato il suo ritiro dal progetto per ragioni di budget.
La missione è stata pertanto annullata.